# Климец, Анна Игоревна
Анна Игоревна Климец (бел. Ганна Iгараўна Клімец; р. 4 марта 1998, Барановичи, Брестская область Республики Беларусь) — белорусская волейболистка, диагональная нападающая.

## Биография
Волейболом Анна Климец начала заниматься в 2010 году в родном городе Барановичи по инициативе отца. Через три года была принята в состав одной из сильнейших команд страны — барановичского «Атланта», с которым становилась призёром чемпионата и Кубка Беларуси. В 2015 перешла в российскую «Уралочку-НТМК» и, несмотря на юный возраст, сразу завоевала место в стартовом составе. В том же сезоне со своей новой командой выиграла серебряные медали чемпионата России. В 2021—2023 играла в Италии и Турции. В 2023 заключила контракт с казанским «Динамо-Ак Барсом». С 2024 вновь играет в Турции.
В 2016 в составе молодёжной сборной Беларуси Анна Климец приняла участие в чемпионате Европы среди молодёжных команд.

## Игровая карьера
- 2013—2015 —  «Атлант» (Барановичи);
- 2015—2020 —  «Уралочка-НТМК» (Свердловская область);
- 2020—2021 —  «Динамо» (Москва);
- 2021—2022 —  «Рома» (Рим);
- 2022—2023 —  «Кузейбору» (Аксарай);
- 2023—2024 —  «Динамо-Ак Барс» (Казань);
- 2024—2025 —  «Арас Карго» (Измир);
- с 2025 —  «Ильбанк» (Анкара).

## Достижения
- бронзовый призёр чемпионата Беларуси 2015.
- серебряный призёр розыгрыша Кубка Беларуси 2015.
- чемпионка России 2024;
- двукратный серебряный (2016, 2021) и двукратный бронзовый (2018, 2019) призёр чемпионатов России.
- серебряный призёр розыгрыша Кубка России 2020.